# Исполинские саламандры
Исполи́нские салама́ндры (лат. Andrias) — род животных из отряда хвостатых земноводных, самые крупные современные земноводные.
Включает два современных вида — китайскую исполинскую саламандру (Andrias davidianus) и японскую исполинскую саламандру (Andrias japonicus). Это очень схожие виды, способные свободно скрещиваться, так что некоторые специалисты считают их подвидами одного вида.
Оба вида включены в Красную книгу МСОП и Приложение II Конвенции о международной торговле.
Также к этому роду относят вымершую саламандру Andrias scheuchzeri. 

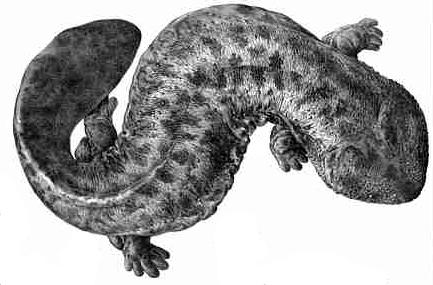
Японская исполинская саламандра